# ورکیه
ورکیه (به ایتالیایی: Verrecchie) یک منطقهٔ مسکونی در ایتالیا است که در کاپادوکیا (کومونه) واقع شده‌است.